# Popoli germanici settentrionali

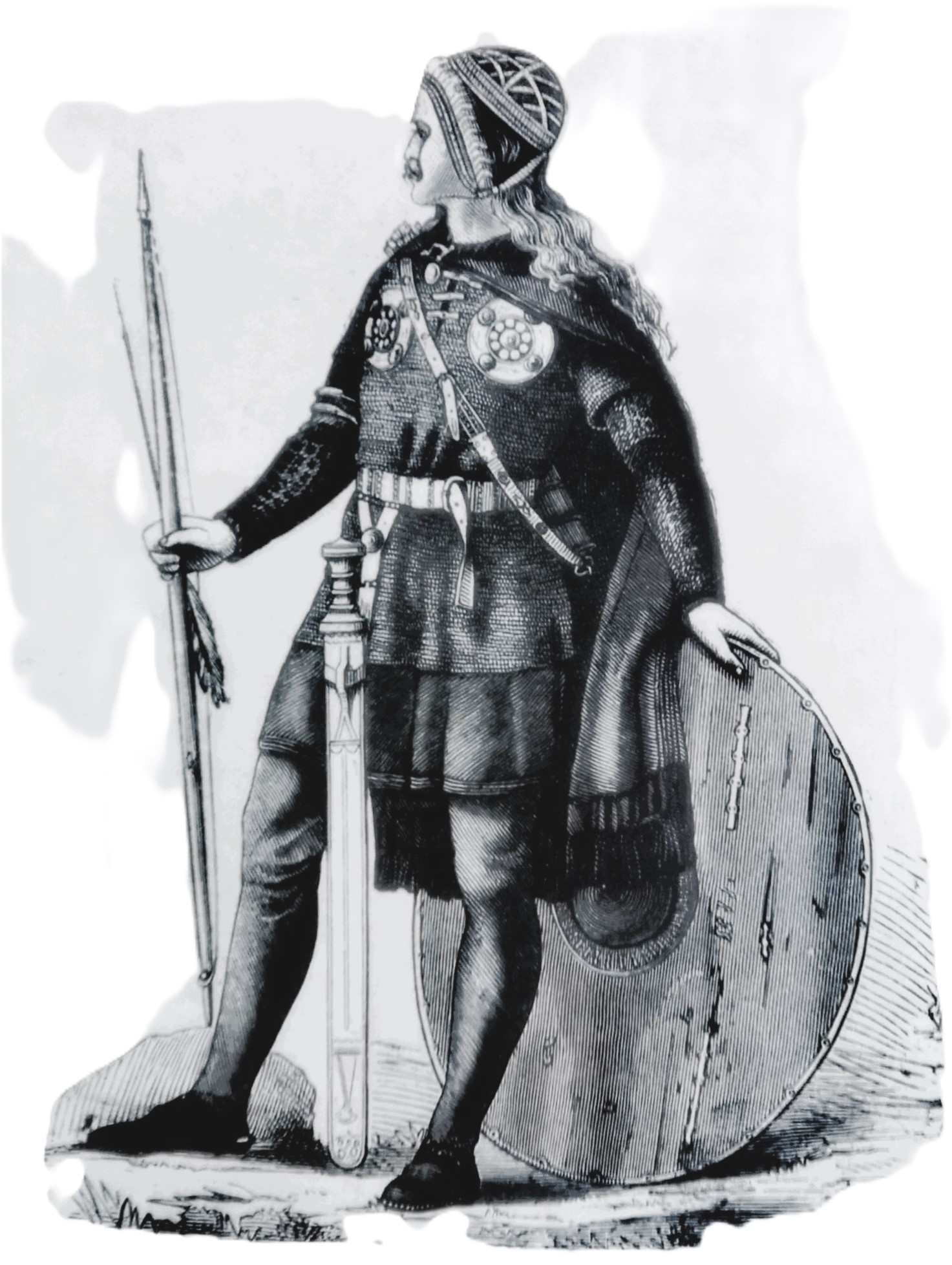
Ricostruzione di un condottiero nordico tra il I e il IV secolo d.C.

I popoli germanici settentrionali, comunemente chiamati scandinavi, popoli nordici e nel periodo medievale norreni, erano un gruppo linguistico germanico originario della penisola scandinava.
Sono identificati dalle loro somiglianze culturali, ascendenza comune e uso comune della lingua proto-norrena risalente al 200 d.C. circa, una lingua che intorno all'800 d.C. divenne l'antica lingua norrena, che a sua volta divenne in seguito le lingue germaniche settentrionali di oggi.

## Storia

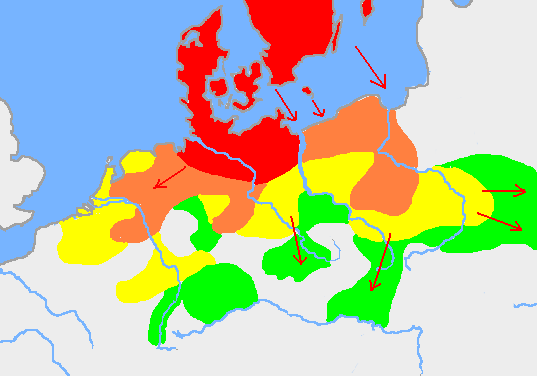
L'espansione delle tribù germaniche: in rosso gli insediamenti prima del 750 a.C., in arancione fino al 500 a.C., in giallo fino al 250 a.C. e in verde fino alla fine del I secolo a.C.

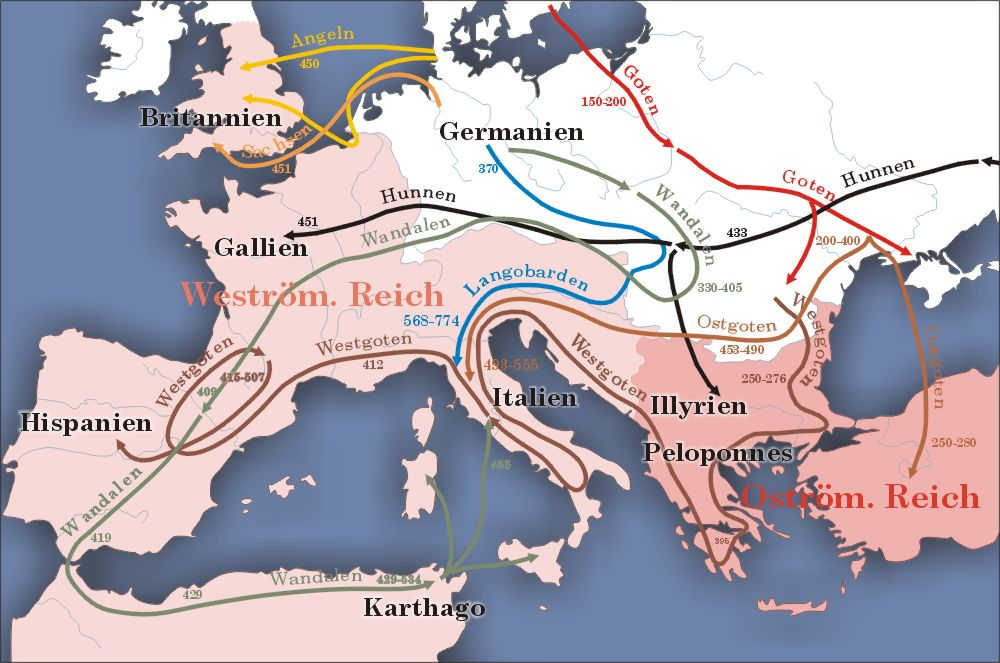
Migrazioni della seconda metà del V secolo.

Diverse tribù germaniche settentrionali sono menzionate dagli scrittori classici nell'antichità o nell'epoca altomedievale, in particolare gli Juti, i Teutoni, i Sueoni, i Guti, i Rugi e Eruli.
La etnografia greco-romana individuava gli abitanti della penisola Scandinava col nome di Illeviones e quelli affacciati sul mar del Nord, compresa l'Olanda, col nome di Ingaevones. Il mondo classico tendeva a fondere antropogonia, etnogonia e teogonia, a tal punto che Plinio, nella Naturalis historia, riporta che lungo la strada che portava in Scandia si trovavano isole abitate da persone che si dice avessero "orecchie talmente grandi da coprire il resto del corpo, altrimenti nudo".
Un testo che si distingue anche per la maggiore affidabilità dei precedenti è De origine et situ Germanorum di Tacito. In Danimarca egli, oltre i Cimbri (la cui appartenenza ai popoli Germanici, anziché ai Celti, non è certa) cita le tribù dei Varni, degli Teutoni e degli Angli degli Auioni (in Danimarca, ma originari dell'Öland. Egli li definiva come popoli germanici e come appartenenti agli Ingaevones.
L'ipotesi più diffusa è che i popoli germanici settentrionali si siano distinti dalle altre popolazioni germaniche, in quella che oggi è la Svezia meridionale, nei primi secoli d.C.
Mentre per le epoche più antiche della storia ciò che ha tramandato la etnografia greco-romana è infarcito di topoi e pregiudizi, le fonti del VI secolo diventano particolarmente attente in termini di distinzione linguistica, geografica e culturale.
In tale epoca Giordane, nel De origine actibusque Getarum, nomina molte altre tribù abitanti la Scandinavia (detta Scandza), chiamata nel complesso "Utero delle nazioni" e descrive i suoi abitanti come i più alti e feroci dei Germani.

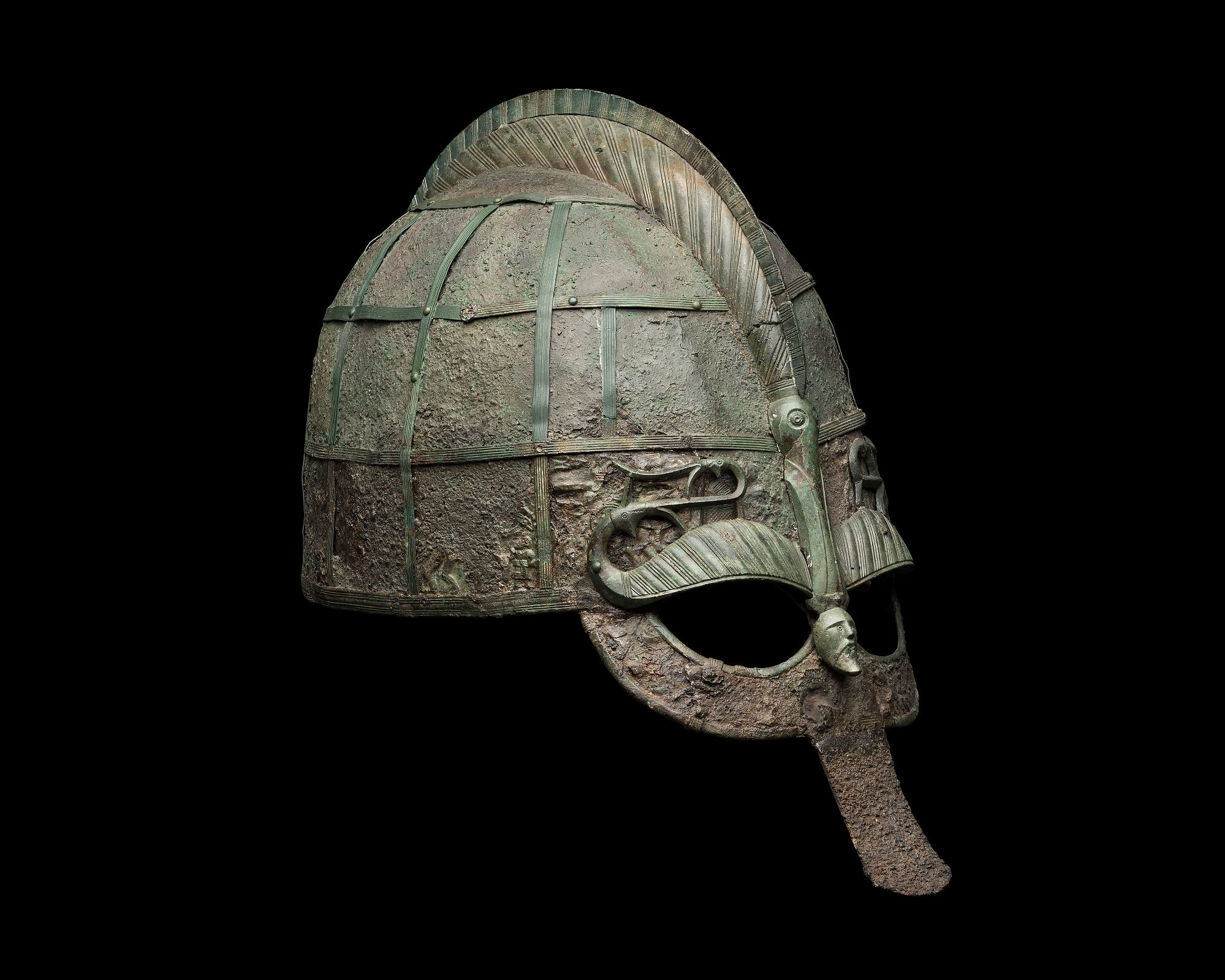
Vendelhelm, elmo tipico dell'era di Vendel, al Museo di storia svedese.

Nel periodo immediatamente seguente a quello in cui scriveva Giordane, detto anche era di Vendel (anni 550-793 circa) la società germanica della Scandinavia sviluppò i caratteri della società vichinga propriamente detta uscendo dalla sua fase preistorica/protostorica. Successivamente, detta era vichinga (anni 793–1066 circa), si osservò una notevole espansione ad opera dei clan di guerrieri, esploratori e conquistatori, comunemente indicati come Vichinghi, che razziarono e si stabilirono in territori in tutta Europa e oltre, fondando diverse importanti entità politiche ed esplorando il Nord Atlantico fino al Nord America.
I gruppi sorti da questa espansione includono i Normanni, i Vichingo-gaelici e il popolo dei Rus'. I popoli germanici settentrionali, dell'era vichinga, furono denominati con vari nomi dalle popolazioni che incontrarono, ma sono genericamente indicati, in epoca contemporanea, come Norreni.
Con la fine dell'era vichinga nell'XI secolo, i popoli germanici del nord furono convertiti dal loro nativo paganesimo nordico al cristianesimo, mentre le loro società precedentemente tribali furono centralizzate nei moderni regni di Danimarca, Norvegia e Svezia.
I gruppi linguistici moderni che discendono dai popoli germanici settentrionali sono i danesi, gli islandesi, i norvegesi, gli svedesi e i faroesi. Questi gruppi sono spesso indicati collettivamente come scandinavi, sebbene gli islandesi e i faroesi  siano talvolta esclusi da tale definizione.

## Culto
Il periodo cui il proto-norreno si distinse dal ceppo proto-germanico, nel I-III secolo, ricade nella fase indicata in archeologia come età del ferro romana, per via degli influssi che l'impero romano sulle popolazioni oltralpe. La fase successiva è detta età del ferro germanica (dal 550 in poi, in Scandinavia, è detta era di Vendel). L'ultimo periodo è detto epoca vichinga, conclusasi con la cristianizzazione di tutti i popoli scandinavi.

### Epoca tardo-antica

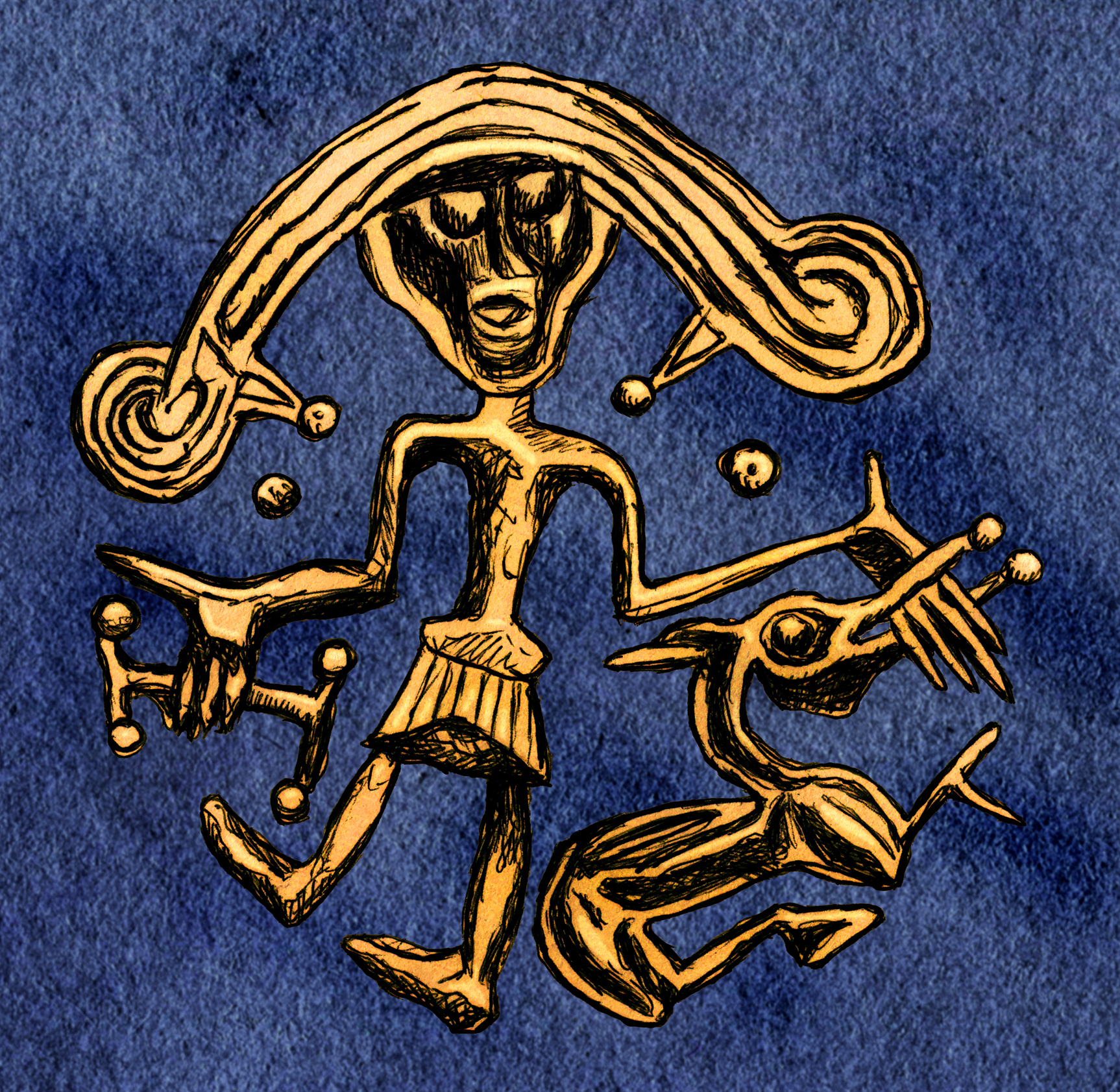
Rappresentazione di Týr e Fenrir sul bratteato d'oro IK 190 all'incirca del V secolo, rinvenuto a Trollhättan, Svezia.

Nei resoconti più antichi sulle popolazioni germaniche occidentali si ritrovano diverse divinità legate alla terra e alla natura, comuni tra popolazioni agricole, come possono essere considerati i Vanir, ma anche alcune divinità della guerra o "eroiche", legate all'attività umana più comuni tra i romani e, più tardi, con gli Æsir.
Significativo è l'eponimo di Ingaevones usato da Tacito per indicare i popoli germanici affacciati sul mar del Nord, "Ing" o "Inguo", figlio di Manno, che deriva a sua volta da un presunto proto-germanico *Ingwaz. Questo è anche il nome applicato alla divinità dell'epoca vichinga Freyr, conosciuta anche come Yngvi-Freyr e menzionata come tale nella Saga degli Ynglingar di Snorri Sturluson. Jacob Grimm, nella sua Mitologia Teutonica, considera questo Ing come originariamente identico allo scandinavo Yngvi, antenato eponimo della casa reale svedese degli Yngling, o figli di Ing.
Più recentemente Yngvi viene considerato una forma ipocoristica di un più antico e raro Yngvin, che deriva dal teonimo Ing- col significato di "adoratore o amico di Ing".
Tacito racconta anche che diversi popoli germanici settentrionali erano dediti a Nerthus che spesso è identificata o considerata paredra con la divinità maschile Vanir Njörðr, padre di Yngvi, e ne descrive un rito:
Su un'isola nell'oceano si trova un bosco sacro in cui si trova un santo carro coperto da un drappo. Solo a un sacerdote è permesso di toccarlo. Egli è in grado di sentire la presenza della dea quando si trova nel santuario, e la accompagna con grande riverenza mentre si muove sul carro trainato da tori.
Si festeggia ovunque quando decide di fare l'onore di presentarsi. Nessuno va in guerra, nessuno usa armi, si vive in pace e quiete finché la dea, avendone avuto abbastanza della compagnia degli uomini, viene infine riaccompagnata dallo stesso sacerdote presso il suo tempio. Dopodiché il carro, il drappo e, se mi credete, la divinità stessa fanno il bagno in una misteriosa vasca.
Questo rito viene svolto da schiavi che, appena finito il compito, vengono affogati nel lago. In questo modo il mistero viene mantenuto, e rimane la beata ignoranza riguardo al suo aspetto, concesso solo a chi è destinato a morire.»
(Tacito, De origine et situ Germanorum, capitolo 40)
Si crede che Odino (Óðinn) abbia guadagnato importanza successivamente alla testimonianza di Tacito, durante il periodo delle migrazioni che, secondo alcuni autori, prese gradatamente il posto di Týr alla testa del pantheon delle culture germaniche occidentali e settentrionali. Questa ipotesi si scontrerebbe con l'associazione fatta da alcuni studiosi che identificano il regnator omnium deus di Tacito con Wōdanaz, a seguito di alcune similitudini tra la descrizione del rito fornita dall'autore romano e il successivo poema eddico Helgakviða Hundingsbana II.
La teoria secondo cui Odino prese il posto di Tyr si trova anche alla base di due identificazioni tra loro in conflitto. L'originale importanza di Tyr (dal proto-germanico *Tîwaz) nasce con la teoria secondo cui sarebbe stato una nuova versione della divinità suprema di molte fedi indoeuropee: Zeus, Giove, Dyeus. Non esistono però prove che sostengano l'ipotesi secondo cui Tyr abbia avuto la stessa importanza che aveva Odino nelle regioni in cui era conosciuto, con il nome di Odino o di Wōdanaz.
Durante questo periodo delle migrazioni, il termine proto-norreno *Wōdin evolvette nel nuovo nome del dio Óðinn. I reperti dell'era di Vendel (bratteati, pietre runiche) mostrano antiche scene che possono essere associate ai testi mitologici norreni dell'Alto Medioevo. Il contesto del nuovo gruppo emergente del periodo è rispecchiato dalle storie di Snorri Sturluson riguardo agli dèi indigeni Vanir rimpiazzati dagli Æsir arrivati dal continente.

## Gruppi

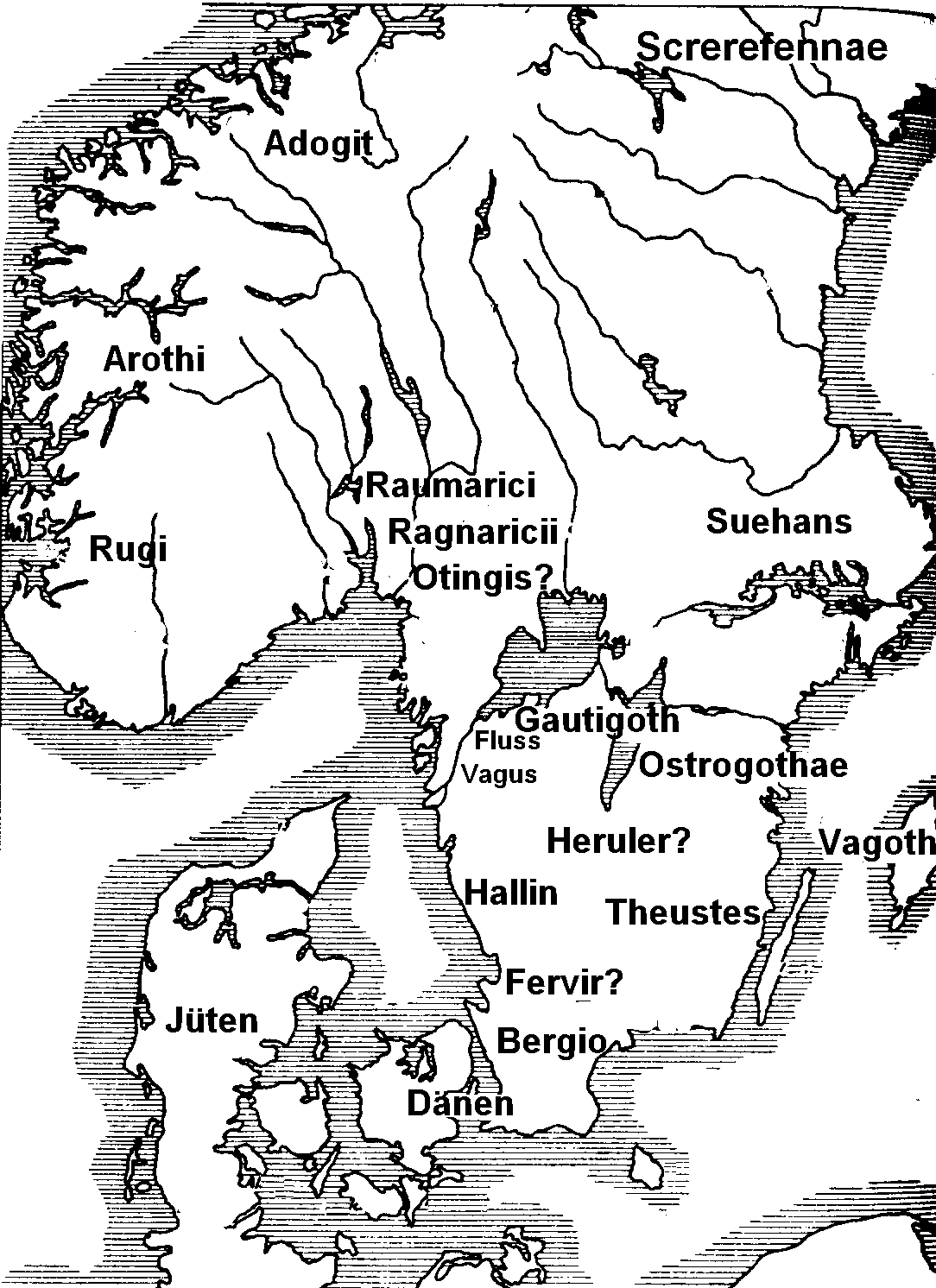
Mappa della Scandza di Giordane (VI secolo) con l'indicazione di alcune tribù

### Epoca tardo antica
I due macrogruppi utilizzati dalla storiografia romana sono Illeviones (germani della Scantinavia) e Ingaevones (germani del mare del Nord).
Le popolazioni, i clan e le tribù più note sono i Teutoni, i Juti, i Varni, Angli, Auioni, (Danimarca), Eruli, i Sueoni, Geati, Guti (Svezia) e Rugi (Norvegia, anche se  Tolomeo li collocò tra la Germania e la foce del Vistola sul Mar Baltico). Sempre Tolomeo cita i  Daucioni, i Favoni e i Firesi, mentre Tacito menziona anche i Reudigni, i Suardoni e i Nuitoni.

### Epoca altomedievale
Nel VI secolo Giordane menziona le tribù dei Theustes (persone della regione di Tjust nella Småland), dei Vagoti (probabilmente abitanti del Gotland), dei Bergio (il popolo di Bjäre Hundred in Scania, secondo L. Weibull, o quello di Kolmården secondo altri), degli Hallin (Halland meridionale) e dei Liothida (gli uomini di Luggude Hundred o di Lödde in Scania, anche se altri li collegano a Södermanland) che abitavano una pianura fertile, a causa della quale furono oggetto di numerosi assalti da parte dei popoli vicini. Altre tribù erano gli Ahelmil (identificati con la regione di Halmstad), i Finnaithae (Finnhaith-, Finnheden, vecchio nome della Finnveden), i Fervir (abitanti di Fjäre Hundred) ed i Gautigoti (i Geati di Västergötland), una nazione guerriera. C'erano anche i Mixi, gli Evagreotingi (o gli Evagres e gli Otingi a seconda del traduttore), che vissero come animali tra le rocce (probabilmente le colline, ed il termine Evagreotingi si crede significasse "persone delle colline", probabilmente della Bohuslän). Oltre a quest'ultimi si trovavano gli Ostrogoti (Östergötland), i Raumarici (Romerike), i Ragnarici (probabilmente Ranrike, antico nome di una parte di Bohuslän) e tanti altri Finn (probabile seconda menzione dei Lapponi). I Vinoviloti (probabile popolo di Longobardi, i vinili) erano simili a questi ultimi.
Giordane cita anche i Suetidi (seconda citazione degli svedesi). I Daner, conterranei degli Eruli, spinsero questi ultimi fuori dalle loro terre. Queste tribù vantavano le persone più alte.
Nella stessa zona si trovavano i Granni (Grenland), gli Augandzi (Agder), gli Eunixi, i Taetel, i Rugi (Rogaland), gli Arochi (Hordaland) ed i Ranii (forse gli abitanti di Romsdal). Re Rodwulf era un Rani, ma abbandonò il proprio regno scegliendo di unirsi a Teodorico I, re dei Goti.
In epoca altomedievale il macrogruppo etnolinguistico più noto è Norreni (Ascomanni) a sua volta suddiviso nei gruppi nonché popolazioni dei Normanni, Sueoni (sebbene tale termine era già utilizzato fin da Tacito), Dani, Rus', Variaghi, Vichingo-gaelici, i quali sono ulteriormente divisibili (es. i Normanni, a seconda di dove si stabilirono, sono denominati Anglo-normanni, Siculo-normanni e Hiberno-Normanni), sebbene lo stanziamento presso nuovi territori comportasse sempre un certo grado fusione ed etnogenesi con le popolazioni precedenti.

### Epoca moderna
Terminata la formazione delle identità nazionali degli stati moderni, i gruppi etnolinguistici che discendono dai popoli germanici settentrionali sono i danesi, gli islandesi, i norvegesi, gli svedesi e i faroesi.